# Michail Sjtjennikov
Michail Anatoljevitj Sjtjennikov (ryska: Михаил Анатольевич Щенников), född 24 december 1967 i Sverdlovsk, är en f.d. rysk friidrottare (gångare).
Sjtjennikov har två gånger blivit tvåa på världsmästerskapen på distansen 20 km gång. Vid OS 1996 i Atlanta blev Sjtjennikov tvåa på den längre distansen 50 km gång. Inomhus har Sjtjennikov flera gånger vunnit distansen 5 km gång och även 20 km gång vid såväl VM som EM inomhus.